# Tchitcha
Pour plus de détails, voir Fiche technique et Distribution.
Tchitcha (Чича) est un film soviétique réalisé par Vitali Melnikov, sorti en 1991,.

## Fiche technique
- Photographie : Valeri Mioulgaout
- Musique : Vadim Bibergan
- Décors : Andreï Vassine
- Montage : Raïssa Lissova